# Капкова, Екатерина Ивановна
Екатерина Ивановна Капкова (20 ноября 1914 — 31 января 2004) — передовик советского сельского хозяйства, доярка колхоза имени Сталина Луховицкого района Московской области, Герой Социалистического Труда (1949).

## Биография
Родилась в 1914 году в селе Дединово, Зарайского уезда Рязанской губернии в русской семье крестьянина. В 1921 году умер отец — участник гражданской войны. Чтобы помочь матери и трём маленьким сёстрам восьмилетняя Екатерина пошла работать в местный совхоз «Дединово», полола овощи, посла скот, чистила и ухаживала за животными.
В годы Великой Отечественной войны Екатерина Ивановна работала на строительстве оборонительных сооружений. Участница трудового фронта Подмосковья.
В 1944 году продолжила работать в колхозе имени Сталина дояркой. Получила группу исхудавших и неухоженных животных. Уже в 1946 году с высокими надоями была занесена в списки передовиков сельского хозяйства. В 1948 году она от закреплённых коров смогла получить по 5386 килограмм молока с содержанием 190 килограммов молочного жира в среднем на одну голову за год.
За получение высокой продуктивности животноводства 1948 году, Указом Президиума Верховного Совета СССР от 7 апреля 1949 года Екатерине Ивановне Капковой было присвоено звание Героя Социалистического Труда с вручением ордена Ленина и золотой медали «Серп и Молот».
В дальнейшем продолжала трудовую деятельность. Признана мастером высокой культуры животноводства. Неоднократно избиралась депутатом Дединовского сельского совета.
Проживала в родном селе Дединово. Умерла 31 января 2004 года.

## Награды
За трудовые успехи удостоена:
- золотая звезда «Серп и Молот» (07.04.1949),
- орден Ленина (07.04.1949),
- Медаль «За трудовое отличие» (25.09.1948),
- другие медали.